# Comuna Târnava, Sibiu
Târnava (în maghiară: Nagyekemezõ, în germană: Grossprobstdorf) este o comună în județul Sibiu, Transilvania, România, formată din satele Colonia Târnava și Târnava (reședința).

## Demografie
Componența etnică a comunei Târnava
     Români (59,83%)
     Romi (26,64%)
     Alte etnii (13,54%)
Componența confesională a comunei Târnava
     Ortodocși (82,27%)
     Penticostali (1,66%)
     Alte religii (3,16%)
     Necunoscută (12,9%)
Conform recensământului efectuat în 2021, populația comunei Târnava se ridică la 3.007 locuitori, în creștere față de recensământul anterior din 2011, când fuseseră înregistrați 2.858 de locuitori. Majoritatea locuitorilor sunt români (59,83%), cu o minoritate de romi (26,64%). Din punct de vedere confesional, majoritatea locuitorilor sunt ortodocși (82,27%), cu o minoritate de penticostali (1,66%), iar pentru 12,9% nu se cunoaște apartenența confesională.

## Politică și administrație
Comuna Târnava este administrată de un primar și un consiliu local compus din 13 consilieri. Primarul, Ioan-Mihai Feisan[*], de la Partidul Național Liberal, este în funcție din 1 noiembrie 2024. Începând cu alegerile locale din 2024, consiliul local are următoarea componență pe partide politice:
|  | Partid                          | Consilieri | Componența Consiliului | Componența Consiliului | Componența Consiliului | Componența Consiliului |
|  | ------------------------------- | ---------- | ---------------------- | ---------------------- | ---------------------- | ---------------------- |
|  | Partidul Social Democrat        | 4          |                        |                        |                        |                        |
|  | Partidul Național Liberal       | 4          |                        |                        |                        |                        |
|  | Alianța Dreapta Unită           | 2          |                        |                        |                        |                        |
|  | Partida Romilor „Pro Europa”    | 2          |                        |                        |                        |                        |
|  | Alianța pentru Unirea Românilor | 1          |                        |                        |                        |                        |

## Monumente
- Biserica fortificată din Proștea Mare, construcție din secolul al XIV-lea

## Primarii comunei
- 1996[7] - 2000 - Larga Vasile, de la PUNR
- 2000[8] - 2004 - Stănescu Valerian, de la PNL
- 2004[9] - 2006 - Stănescu Valerian, de la PSD
- 2006 - 2008 - Gaban Nicolae, de la PDL
- 2008 - 2012 - Gaban Nicolae, de la PDL
- 2012[10] - 2016 - Pleiner Norbert Jacint, de la USL
- 2016[11] - 2020 - Pleiner Norbert Jacint, de la PSD

## Imagini

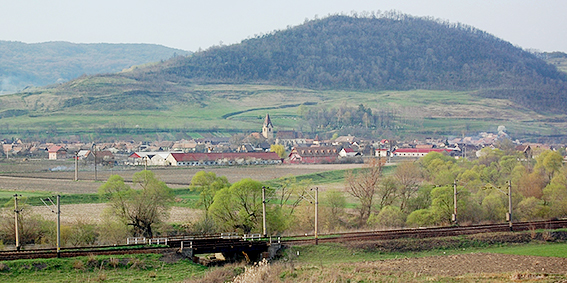
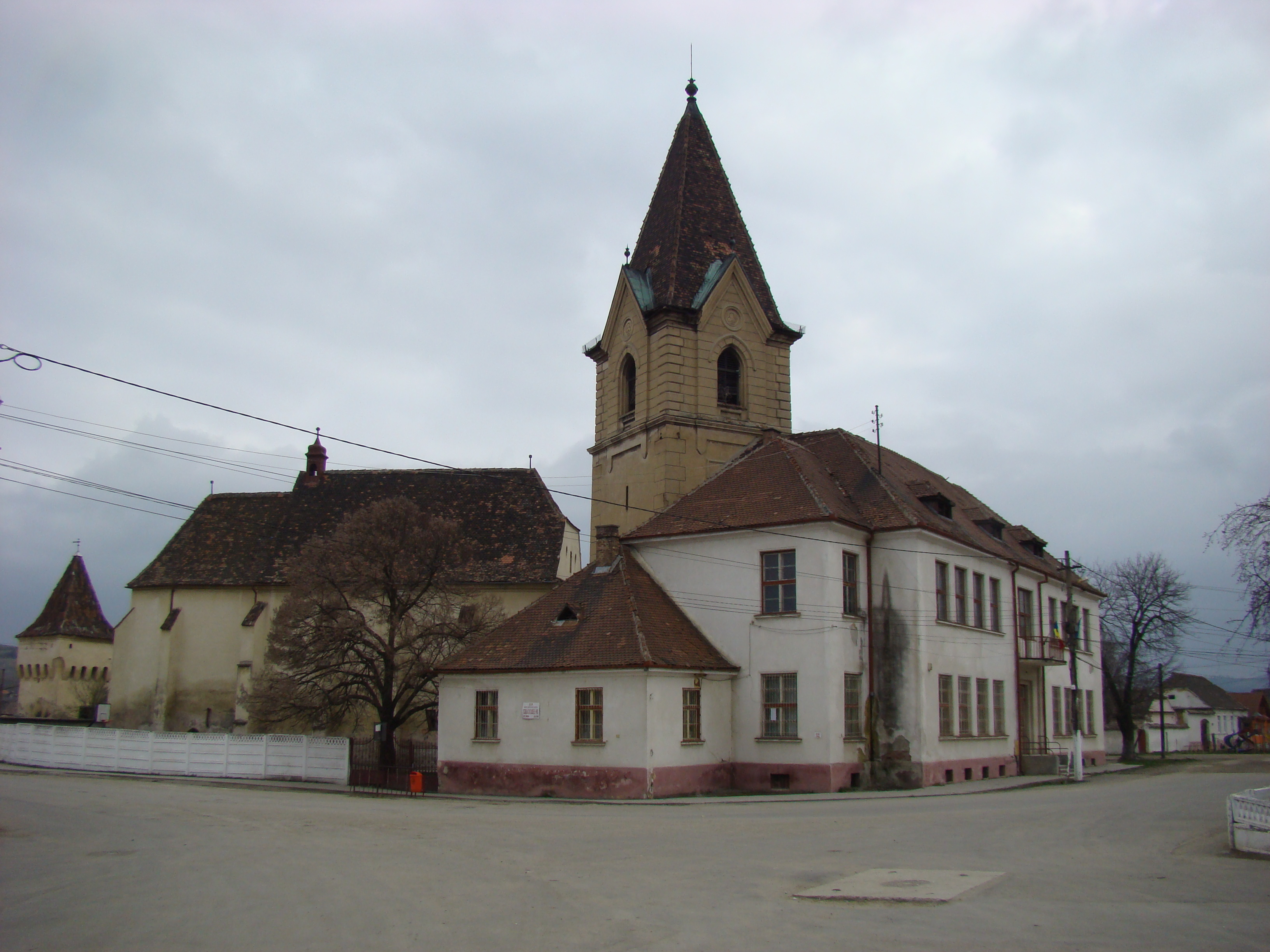
Ansamblul bisericii evanghelice fortificate
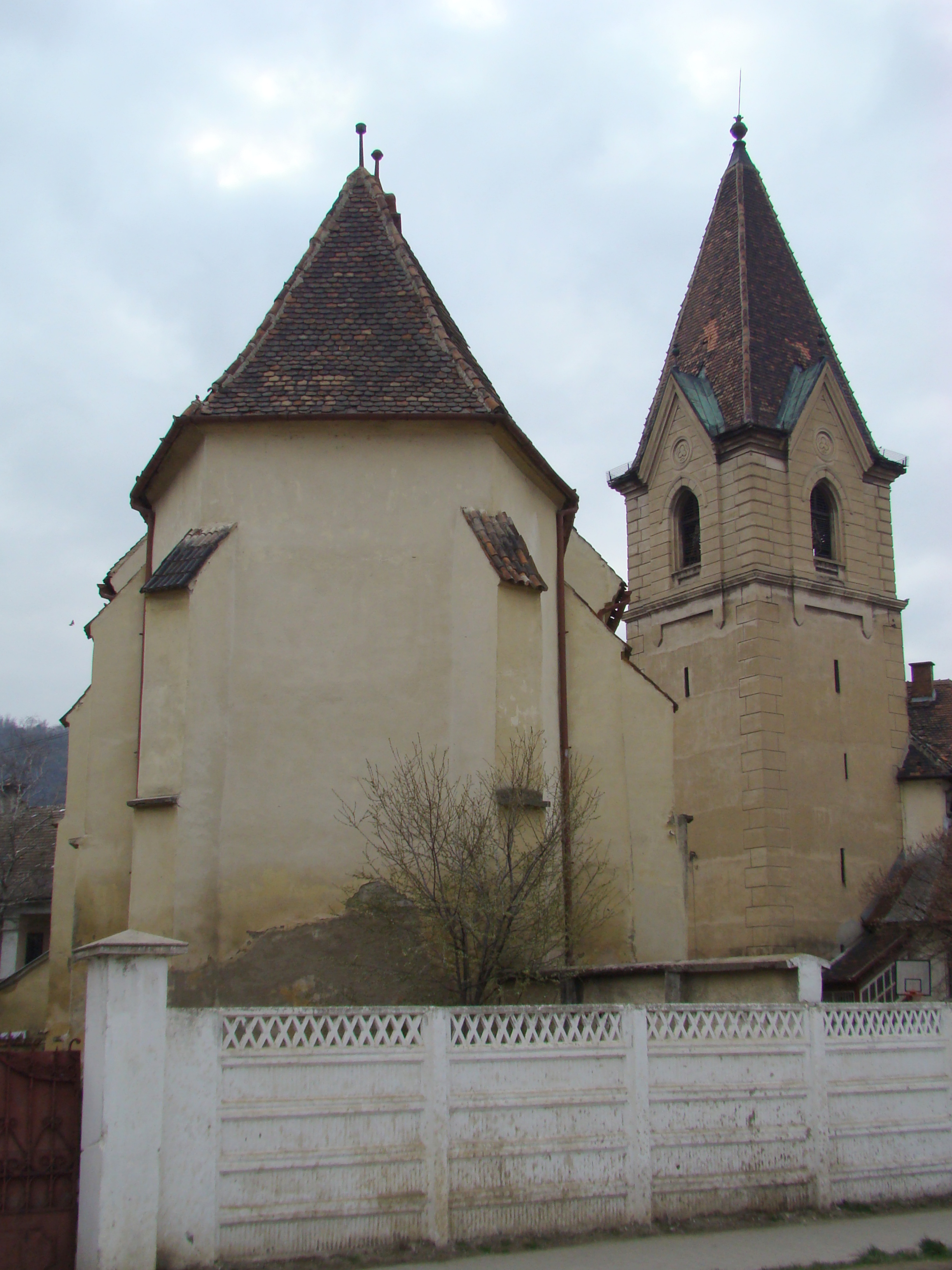
Ansamblul bisericii evanghelice fortificate
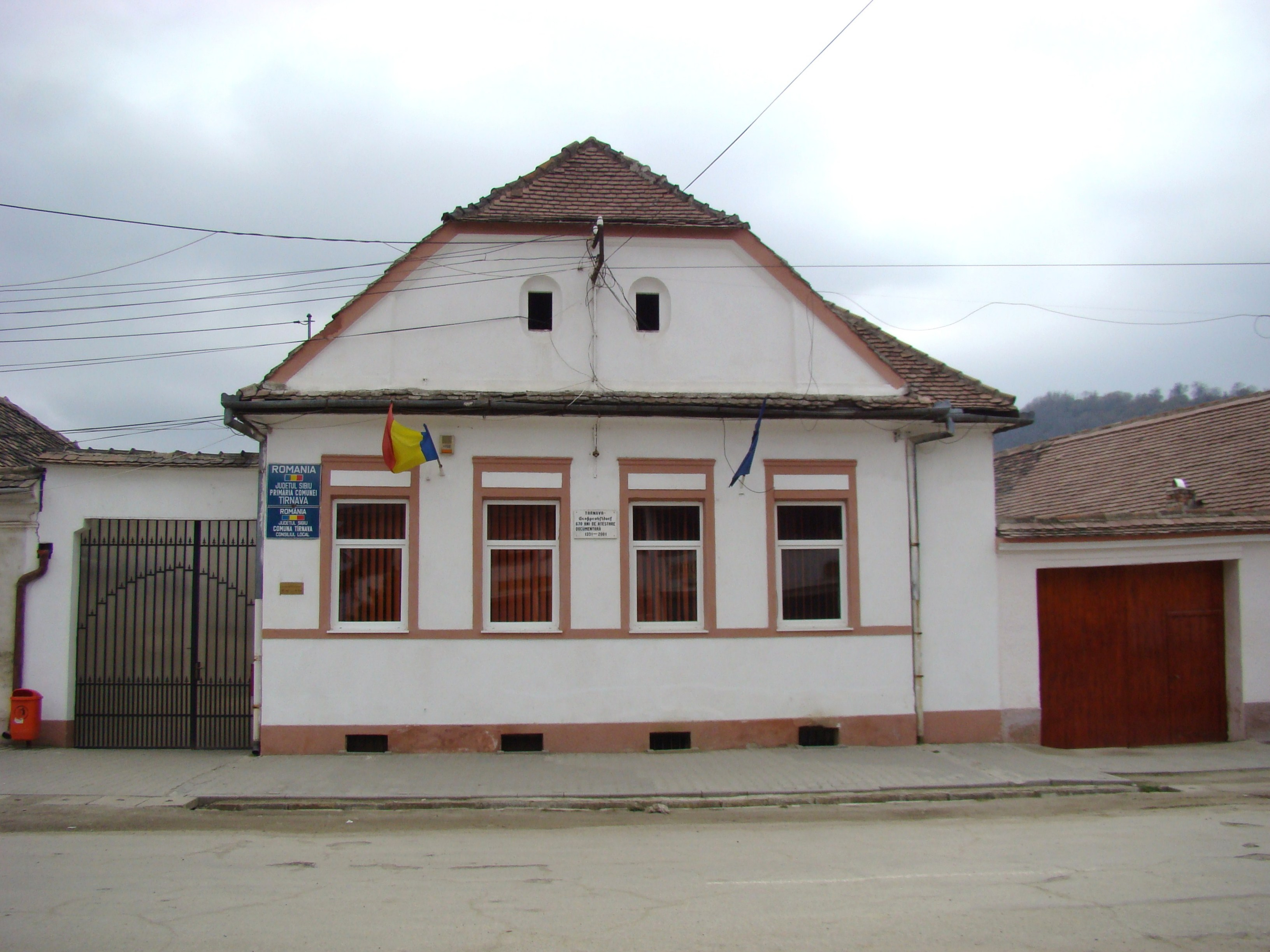
Primăria comunei Târnava
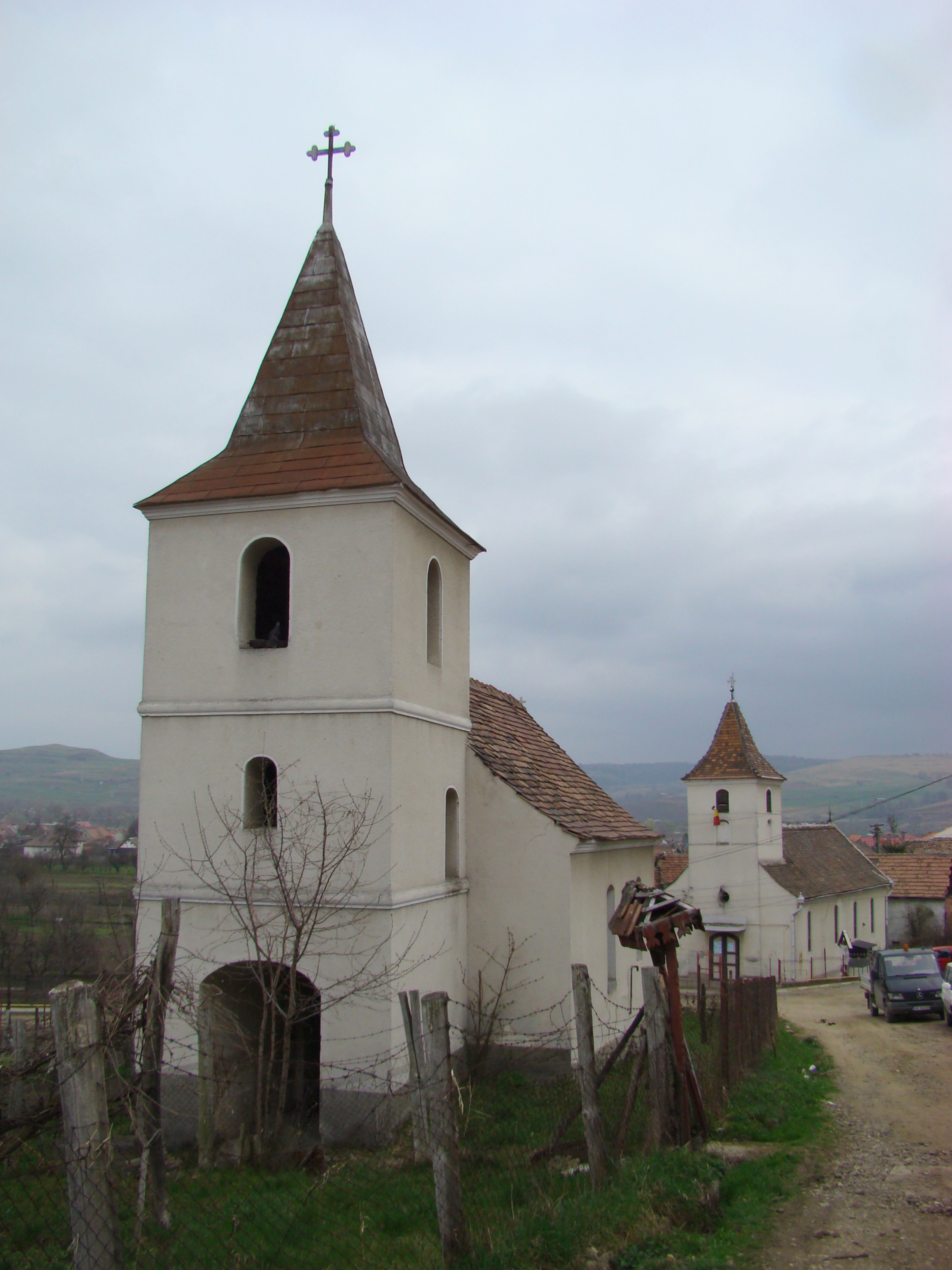
Bisericile românești din Târnava